# Julie Harris (színművész)
Julia Ann Harris (Grosse Pointe, Michigan, 1925. december 2. – West Chatham, Massachusetts 2013. augusztus 24.) ötszörös Tony-díjas és háromszoros Emmy-díjas amerikai színésznő.

## Élete és pályafutása
Harris a michigani Grosse Pointban született William Pickett Harris és Elsie Smith lányaként. Édesapja befektetési tanácsadó, édesanyja ápolónő volt. A Yale Drámaiskolára járt, majd 1945-ben debütált a Broadwayn, elismerése 1950-ig váratott magára a The Member of the Wedding című színdarabbal. 1952-ben jelent meg első mozifilmje, amiben a színpadi szerepét ismételte meg. Alakításáért Oscar-díjra jelölték, de Shirley Booth vitte haza a díjat a Térj vissza, kicsi Sheba! című filmdrámával.
Karrierje azonban beindult, Harris megkapta Sally Bowles klubénekes szerepét, akit az I am a Camera című színdarabban formált meg a Broadwayn, és elnyerte vele első Tony-díját. A színmű Christopher Isherwood Goodbye to Berlin című regénye alapján készült, amit Liza Minnellivel is megfilmesítettek Kabaré címmel. 
Mint a The Member of the Wedding, az I am a Camera is hamarosan filmvászonra került. 1955-ben Elia Kazan kiválasztotta Harrist James Dean partnerének az Édentől keletre című filmjéhez. Ugyanebben az évben játszotta Harris Jeanne d’Arcot, amiért második Tony-díját vihette haza. Habár Harris a következő években is produktív maradt, a színpad mellett tette le a voksát. A színésznő a hatvanas évek elején tért vissza A ház hideg szíve című klasszikus horrorfilmmel, további jelentős filmszerepei a Tükörkép egy aranyos szempárban Elizabeth Taylorral és Marlon Brandóval és a Rekviem a ringben.
1976-ban egyszemélyes színművel lépett fel az Emily Dickinson élete alapján készült The Belle of Amhersttel. Harris elnyerte ötödik, egyben utolsó Tony-díját. 1979-ben Harrist beiktatták az Amerikai Színészek Csarnokába. Harris 1980-ban a televízióban a Knots Landing című szappanoperában vendégszerepelt, mint a countryénekes Lilimae Clements, később állandó szereplője lett a sorozatnak.

### Magánélete
Harris háromszor ment férjhez. Első férje, Jay Julian filmproducer és ügyvéd volt. Második férjétől született egyetlen gyermeke, Peter Gurian. Harmadik férje Walter Carroll író volt. Harris mellrákkal küzdött, és kétszer agyvérzést kapott. 2013-ban szívelégtelenségben hunyt el.

## Filmográfia

### Színpadi szerepek
| Év      | Cím                              | Szerep | Színház |
| ------- | -------------------------------- | --- | --- |
| 1945    | It's a Gift                      | Atlanta | Playhouse Theatre (1945. március 12. – március 24.) National Theatre (1945. március 26. – április 21.)            |
| 1946    | IV. Henrik, 2. rész              | ? | New Century Theatre                                                                                               |
| 1946    | Oidipusz király                  | extra | New Century Theatre                                                                                               |
| 1946–47 | The Playboy of the Western World | Nelly | Booth Theatre |
| 1947    | Alice Csodaországban             | a Fehér Nyúl | International Theatre (1947. április 5. – május 24.) Majestic Theatre (1947. május 28. – június 28.)              |
| 1948    | Macbeth                          | boszorkány | National Theatre                                                                                                  |
| 1948    | Sundown Beach                    | Ida Mae | Belasco Theatre                                                                                                   |
| 1948–49 | The Young and Fair               | Nancy Gear | Fulton Theatre (1948. november 22. – december 11.) International Theatre (1948. december 26. – 1949. január 8.)   |
| 1949    | Magnolia Alley                   | Angel Tuttle | Mansfield Theatre                                                                                                 |
| 1949    | Montserrat                       | Felisa | Fulton Theatre |
| 1950–51 | The Member of the Wedding        | Frankie Addams | Empire Theatre |
| 1951–52 | I Am a Camera                    | Sally Bowles | Empire Theatre |
| 1954    | Mademoiselle Colombe             | Colombe | Longacre Theatre                                                                                                  |
| 1955–56 | The Lark                         | Jeanne d’Arc | Longacre Theatre                                                                                                  |
| 1957–58 | The Country Wife                 | Mrs. Margery Pinchwife | Adelphi Theatre (1957. november 27. – december 21.) Henry Miller's Theatre (1957. december 23. – 1958. január 4.) |
| 1959–60 | The Warm Peninsula               | Ruth Arnold | Helen Hayes Theatre                                                                                               |
| 1960    | Little Moon of Alban             | Brigid Mary Mangan | Longacre Theatre                                                                                                  |
| 1961–62 | A Shot in the Dark               | Josefa Lantenay | Booth Theatre |
| 1963–64 | Marathon '33                     | June | ANTA Playhouse |
| 1964    | Hamlet, dán királyfi             | Ophelia | Delacorte Theater                                                                                                 |
| 1964–65 | Ready When You Are, C.B.!        | Annie | Brooks Atkinson Theatre                                                                                           |
| 1965–66 | Skyscraper                       | Georgina | Lunt-Fontanne Theatre                                                                                             |
| 1968–70 | Forty Carats                     | Ann Stanley | Morosco Theatre                                                                                                   |
| 1971    | And Miss Reardon Drinks a Little | Anna Reardon | Morosco Theatre                                                                                                   |
| 1972    | Voices                           | Claire | Ethel Barrymore Theatre                                                                                           |
| 1972–73 | The Last of Mrs. Lincoln         | Mary Lincoln | ANTA Playhouse |
| 1973–74 | The au Pair Man                  | Mrs. Rogers | Vivian Beaumont Theatre                                                                                           |
| 1974–75 | In Praise of Love                | Lydia Cruttwell | Morosco Theatre                                                                                                   |
| 1976    | The Belle of Amherst             | Emily Elizabeth Dickinson, Maggie Maher, Austin Dickinson, James Francis Billings, Abby Wood, Jennie Hitchcock, Uriah Crowell, Edward Dickinson, Mary Lyon, Lavinia Dickinson, Buffy, Susan Gilbert Dickinson, Thomas Wentworth Higginson, Charles Wadsworth, Emily Norcross Dickinson | Longacre Theatre                                                                                                  |
| 1979    | Break a Leg                      | Gertie Kessel | Palace Theatre |
| 1980–81 | Mixed Couples                    | Clarice | Brooks Atkinson Theatre                                                                                           |
| 1989    | Love Letters                     | Melissa Gardner | Promenade Theatre                                                                                                 |
| 1991    | Lucifer's Child                  | Isak Dinesen, Baroness Karen Blixen | Music Box Theatre                                                                                                 |
| 1993    | The Fiery Furnace                | Eunice | Lucille Lortel Theatre                                                                                            |
| 1994–95 | Üvegfigurák                      | Amanda Wingfield | Criterion Center Stage Right                                                                                      |
| 1997    | Kopogós römi                     | Fonsia Dorsey | Lyceum Theatre |

### Film
| Év   | Cím                                                           | Szerep                   | Magyar hang                                                                    |
| ---- | ------------------------------------------------------------- | ------------------------ | ------------------------------------------------------------------------------ |
| 1952 | The Member of the Wedding                                     | Frankie Addams           |                                                                                |
| 1955 | Édentől keletre (East of Eden)                                | Abra                     | Pap Éva                                                                        |
| 1955 | Sally Bowles (I am a Camera)                                  | Sally Bowles             | n.a                                                                            |
| 1956 | The Good Fairy                                                | Lu                       |                                                                                |
| 1957 | The Lark                                                      | Szent Johanna            |                                                                                |
| 1957 | The Truth About Women                                         | Helen Cooper             |                                                                                |
| 1958 | Little Moon of Alban                                          | Brigid Mary Mangan       |                                                                                |
| 1958 | Johnny Belinda                                                | Belinda                  |                                                                                |
| 1958 | The Poacher's Daughter                                        | Sally Hamil              |                                                                                |
| 1959 | A Doll's House                                                | Nora Helmer              |                                                                                |
| 1961 | The Heiress                                                   | Catherine Sloper         |                                                                                |
| 1961 | The Power and the Glory                                       | Maria, a pap szeretője   |                                                                                |
| 1961 | Victoria Regina                                               | Viktória brit királynő   |                                                                                |
| 1962 | Rekviem a ringben (Requiem for a Heavyweight)                 | Grace Miller             | n.a                                                                            |
| 1963 | Pygmalion                                                     | Eliza Doolittle          |                                                                                |
| 1963 | A ház hideg szíve (The Haunting)                              | Eleanor Lance            | n.a                                                                            |
| 1964 | Little Moon of Alban                                          | Brigid Mary Mangan       |                                                                                |
| 1964 | Hamlet                                                        | Ophelia                  |                                                                                |
| 1965 | The Holy Terror                                               | Florence Nightingale     |                                                                                |
| 1966 | Célpontban (Harper)                                           | Betty Fraley             | n.a                                                                            |
| 1966 | Te már nagy kisfiú vagy                                       | Miss Thing               | n.a                                                                            |
| 1967 | Anastasia                                                     | Anasztázia               |                                                                                |
| 1967 | Tükörkép egy aranyos szempárban (Reflections in a Golden Eye) | Alison Langdon           | n.a                                                                            |
| 1968 | Kétes döntés (The Split)                                      | Gladys                   | n.a                                                                            |
| 1968 | Journey to Midnight                                           | Leona Gillings           |                                                                                |
| 1970 | House on Greenapple Road                                      | Leona Miller             |                                                                                |
| 1970 | The People Next Door                                          | Gerrie Mason             |                                                                                |
| 1970 | How Awful About Allan                                         | Katherine                |                                                                                |
| 1972 | Home for the Holidays                                         | Elizabeth Hall Morgan    |                                                                                |
| 1974 | The Greatest Gift                                             | Elizabeth Holvak         |                                                                                |
| 1975 | The Hiding Place                                              | Betsie ten Boom          |                                                                                |
| 1975 | Long Way Home                                                 | Elizabeth Holvak         |                                                                                |
| 1976 | The Last of Mrs. Lincoln                                      | Mary Todd Lincoln        |                                                                                |
| 1976 | Elkárhozottak utazása (Voyage of the Damned)                  | Alice Fienchild          | 1. magyar változat (1987): Mednyánszky Ági 2. magyar változat: Győry Franciska |
| 1976 | The Belle of Amherst                                          | Emily Dickinson          |                                                                                |
| 1978 | Stubby Pringle's Christmas                                    | Georgia Henderson        |                                                                                |
| 1979 | The Bell Jar                                                  | Mrs. Greenwood           |                                                                                |
| 1979 | The Gift                                                      | Anne Devlin              |                                                                                |
| 1983 | Brontë                                                        | Charlotte Brontë         |                                                                                |
| 1986 | Annihilator                                                   | lány                     |                                                                                |
| 1986 | Diótörő (Nutcracker)                                          | Clara hangja             | n.a                                                                            |
| 1988 | A nő, akit szeretett (The Woman He Loved)                     | Alice                    | n.a                                                                            |
| 1988 | Gorillák a ködben (Gorillas in the Mist)                      | Roz Carr                 | Dallos Szilvia                                                                 |
| 1988 | Démoni szépség (Too Good to Be True)                          | Margaret Berent          | n.a                                                                            |
| 1988 | The Christmas Wife                                            | Iris                     |                                                                                |
| 1989 | Single Women Married Men                                      | Lucille Frankyl          |                                                                                |
| 1992 | Jöttem, láttam, beköltöztem (HouseSitter)                     | Edna Davis               | Kassai Ilona                                                                   |
| 1993 | They've Taken Our Children: The Chowchilla Kidnapping         | Odessa Ray               |                                                                                |
| 1993 | Halálos árnyék (The Dark Half)                                | Reggie Delesseps         | Molnár Erika                                                                   |
| 1993 | When Love Kills: The Seduction of John Hearn                  | Alice Hearn              |                                                                                |
| 1994 | Egy karácsony együtt (One Christmas)                          | Sook                     | n.a                                                                            |
| 1995 | Sötét titkok (Secrets)                                        | Caroline Phelan          | n.a                                                                            |
| 1995 | Lucifer's Child                                               | Isak Dinesen             |                                                                                |
| 1996 | Elsodorva (Carried Away)                                      | Joseph anyja             | n.a                                                                            |
| 1996 | The Christmas Tree                                            | Anthony nővér            |                                                                                |
| 1997 | Rossz modor (Bad Manners)                                     | Harper professzor        | n.a                                                                            |
| 1997 | Ellen Foster                                                  | Leonora Nelson           |                                                                                |
| 1998 | Passage to Paradise                                           | Martha McGraw            |                                                                                |
| 1999 | Love Is Strange                                               | Sylvia McClain           |                                                                                |
| 1999 | Szeretetre vágyva (The First of May)                          | Carlotta                 | n.a                                                                            |
| 2006 | Hazafelé (The Way Back Home)                                  | Jo McMillen              | n.a                                                                            |
| 2008 | Vén tengeri medvék (The Golden Boys)                          | harmóniumon játszó hölgy | n.a                                                                            |
| 2009 | A világítótorony őrei (The Lightkeepers)                      | Mrs. Deacon              | n.a                                                                            |

### Televízió
| Év      | Cím                                                                             | Szerep (zárójelben az évad (S) és/vagy az epizód (E) száma) |
| ------- | ------------------------------------------------------------------------------- | ----------------------------------------------------------- |
| 1948–49 | Actor's Studio                                                                  | 1948: ? (S1E03) 1949: ? (S1E19, E25 és E34)                 |
| 1951    | Starlight Theatre                                                               | Bernice (S2E14)                                             |
| 1951−53 | Goodyear Playhouse                                                              | 1951: ? (S1E01) 1953: ? (S3E01)                             |
| 1955    | The United States Steel Hour                                                    | Shevawn (S3E06)                                             |
| 1960    | Sunday Showcase                                                                 | Francesca (S1E25)                                           |
| 1960–61 | The DuPont Show of the Month                                                    | 1960: Mattie Silver (S3E06) 1961: Julia (S4E07)             |
| 1961    | Play of the Week                                                                | ? (S2E19)                                                   |
| 1964    | Kraft Suspense Theatre                                                          | Lucy Bram (S1E27)                                           |
| 1965    | Rawhide                                                                         | Emma Teall (S7E27)                                          |
| 1965    | Laredo                                                                          | Annamay (S1E04)                                             |
| 1966    | Bob Hope Presents the Chrysler Theatre                                          | Isobel Cain/Vicky Cain (S4E01)                              |
| 1967–68 | Tarzan                                                                          | Charity Jones                                               |
| 1968    | Garrison's Gorillas                                                             | Therese Donet (S1E18)                                       |
| 1968    | Run for Your Life                                                               | Lucrece Lawrence (S3E18)                                    |
| 1968    | Daniel Boone                                                                    | Faith (S4E26)                                               |
| 1968    | Bonanza                                                                         | Sarah Carter (S9E26)                                        |
| 1968    | Journey to the Unknown                                                          | Leona Gillings (S1E11)                                      |
| 1968    | The Big Valley                                                                  | Jennie Hall (S4E10)                                         |
| 1969–70 | The Name of the Game                                                            | 1969: Verna Ward (S1E22) 1970: Ruth "Doc" Harmon (S3E01)    |
| 1971    | The Virginian                                                                   | Jenny (S9E23)                                               |
| 1973    | Thicker Than Water                                                              | Nellie Paine                                                |
| 1973    | Medical Center                                                                  | Helen (S5E01)                                               |
| 1973    | Columbo                                                                         | Karen Fielding (S3E02)                                      |
| 1973    | Hawkins                                                                         | Janet Hubbard (S1E02)                                       |
| 1973    | The Evil Touch                                                                  | Carrie néni (S1E05) Jenny (S1E08)                           |
| 1975    | The Family Holvak                                                               | Elizabeth Holvak                                            |
| 1979    | Backstairs at the White House                                                   | Mrs. Helen "Nellie" Taft (S1E01)                            |
| 1979    | Meghökkentő mesék I. (Tales of the Unexpected)                                  | Mrs. Bixby (S1E02) Mrs. Foster (S1E09)                      |
| 1980–87 | Knots Landing                                                                   | Lilimae Clements                                            |
| 1986    | Családi kötelékek (Family Ties)                                                 | Margaret (S5E03)                                            |
| 1987    | Szerelemhajó (The Love Boat)                                                    | Irene Culver (S10E04)                                       |
| 1990    | Az amerikai polgárháború története (The Civil War)                              | Mary Chestnut hangja                                        |
| 1994    | Scarlett                                                                        | Eleanor Butler                                              |
| 1998    | Végtelen határok (The Outer Limits)                                             | Hera (S4E17)                                                |
| 1999    | Not for Ourselves Alone: The Story of Elizabeth Cady Stanton & Susan B. Anthony | Susan B. Anthony hangja (S1E01)                             |

## Fontosabb díjak és jelölések
| Cím                                                                             | Díj                                                                                       | Eredmény |
| ------------------------------------------------------------------------------- | ----------------------------------------------------------------------------------------- | -------- |
| Filmes és televíziós díjak                                                      |                                                                                           |          |
| The Member of the Wedding                                                       | Oscar-díj a legjobb női főszereplőnek                                                     | Jelölve  |
| Sally Bowles                                                                    | BAFTA-díj a legjobb külföldi színésznőnek                                                 | Jelölve  |
| The United Sates Steel Hour: A Wind from the South                              | Primetime Emmy-díj a legjobb női főszereplőnek (televíziós minisorozat vagy tévéfilm)     | Jelölve  |
| Little Moon of Alban                                                            | Primetime Emmy-díj a legjobb női főszereplőnek (televíziós minisorozat vagy tévéfilm)     | Elnyerte |
| The DuPont Show of the Month: Ethan Frome                                       | Primetime Emmy-díj a legjobb női főszereplőnek (televíziós minisorozat vagy tévéfilm)     | Jelölve  |
| Hallmark Hall of Fame: Victoria Regina                                          | Primetime Emmy-díj a legjobb női főszereplőnek (televíziós minisorozat vagy tévéfilm)     | Elnyerte |
| Hallmark Hall of Fame: The Holy Terror                                          | Primetime Emmy-díj a legjobb női főszereplőnek (televíziós minisorozat vagy tévéfilm)     | Jelölve  |
| Hallmark Hall of Fame: Anastasia                                                | Primetime Emmy-díj a legjobb női főszereplőnek (televíziós minisorozat vagy tévéfilm)     | Jelölve  |
| The Last of Mrs. Lincoln                                                        | Primetime Emmy-díj a legjobb női főszereplőnek (televíziós minisorozat vagy tévéfilm)     | Jelölve  |
| The Belle of Amherst                                                            | Grammy-díj a legjobb hangnak                                                              | Elnyerte |
| Knots Landing                                                                   | Primetime Emmy-díj a legjobb női mellékszereplőnek (drámasorozat)                         | Jelölve  |
| A nő, akit szeretett                                                            | Primetime Emmy-díj a legjobb női mellékszereplőnek (televíziós minisorozat vagy tévéfilm) | Jelölve  |
| Halálos árnyék                                                                  | Szaturnusz-díj a legjobb női mellékszereplőnek                                            | Jelölve  |
| Ellen Foster                                                                    | Primetime Emmy-díj a legjobb női mellékszereplőnek (televíziós minisorozat vagy tévéfilm) | Jelölve  |
| Not for Ourselves Alone: The Story of Elizabeth Cady Stanton & Susan B. Anthony | Primetime Emmy-díj a legjobb szinkronhangnak                                              | Elnyerte |
| Színpadi elismerések                                                            |                                                                                           |          |
| I Am a Camera                                                                   | Tony-díj a legjobb női főszereplőnek színdarabban                                         | Elnyerte |
| The Lark                                                                        | Tony-díj a legjobb női főszereplőnek színdarabban                                         | Elnyerte |
| Marathon '33                                                                    | Tony-díj a legjobb női főszereplőnek színdarabban                                         | Jelölve  |
| Skyscraper                                                                      | Tony-díj a legjobb női főszereplőnek musicalben                                           | Jelölve  |
| Forty Carats                                                                    | Tony-díj a legjobb női főszereplőnek színdarabban                                         | Elnyerte |
| The Last of Mrs. Lincoln                                                        | Tony-díj a legjobb női főszereplőnek színdarabban                                         | Elnyerte |
| The au Pair Man                                                                 | Tony-díj a legjobb női főszereplőnek színdarabban                                         | Jelölve  |
| The Belle of Amherst                                                            | Tony-díj a legjobb női főszereplőnek színdarabban                                         | Elnyerte |
| Lucifer's Child                                                                 | Tony-díj a legjobb női főszereplőnek színdarabban                                         | Jelölve  |
| Kopogós römi                                                                    | Tony-díj a legjobb női főszereplőnek színdarabban                                         | Jelölve  |
| életművéért                                                                     | Tony-különdíj                                                                             | Elnyerte |